# Parafia Najświętszej Maryi Panny Częstochowskiej w Tabędzu
Parafia pw. Najświętszej Maryi Panny Częstochowskiej w Tabędzu – rzymskokatolicka parafia należąca do dekanatu Zambrów, diecezji łomżyńskiej, metropolii białostockiej.

## Historia
Parafia została wydzielona z terytorium parafii Zambrów i parafii Puchały. W roku 1937, staraniem ks. Stanisława Zaremby wikariusza z Zambrowa, przeniesiono do Tabędza stary drewniany kościół z Puchał.
Parafia w Tabędzu została erygowana w dniu 1 lipca 1946 r. przez biskupa łomżyńskiego Stanisława Kostka Łukomskiego.  W roku 1949 wybudowano drewnianą plebania, a w latach 1992–1994 świątynię wyremontowano.
Na terenie parafii znajduje się cmentarz grzebalny o powierzchni 1,5 ha w odległości 0,2 km od kościoła.

## Zasięg parafii
W granicach parafii znajdują się miejscowości:

- Tabędz
- Bacze Mokre (4 km)
- Krajewo-Ćwikły (3 km)
- Pstrągi-Gniewoty (1 km)
- Śledzie (3 km)
- Zagroby-Zakrzewo (1 km)
- Zbrzeźnica (4 km)

## Proboszczowie
- ks. Stanisław Trzaska adm. (1946–1947)
- ks. Bolesław Kozłowski adm. (1947–1958), dziekan zambrowski adm. (1951–1958)
- ks. Kazimierz Łupiński adm. (1958–1966)
- ks. Eugeniusz Płoński (1966–1975)
- ks. Witold Świdecki (1975–1980)
- ks. Aleksander Brzozowski {1980–1992)
- ks. Marian Jamiołkowski (1992–1994)
- ks. Jan Paweł Płoński (1994–2004)
- ks. Jarosław Olszewski (2004–2015)
- ks. Franciszek Bieńkowski (2015–2022)
- ks. Jarosław Olszewski (od 2022)